# Josef Kraus (Politiker, 1890)
Josef Kraus (* 23. Februar 1890 in Kronberg; † 1. Juli 1971 ebenda) war ein österreichischer Politiker (CSP/VF/ÖVP) und Landwirt. Kraus war von 1927 bis 1930 Abgeordneter Landtag von Niederösterreich (II. Gesetzgebungsperiode), von 1930 bis 1934 sowie von 1945 bis 1953 Abgeordneter zum Nationalrat (IV., V. und VI. Gesetzgebungsperiode) und von 1945 bis 1953 Bundesminister, Staatssekretär sowie Unterstaatssekretär. 

## Leben
Nach dem Besuch der Volksschule besuchte Kraus die landwirtschaftliche Landeslehranstalt in Mistelbach und leistete in der Folge von 1911 bis 1919 seinen Militärdienst ab bzw. war in italienischer Kriegsgefangenschaft. Nach seiner Rückkehr übernahm er den elterlichen Hof und war als Weinhauer und Landwirt in Kronberg tätig. Politisch engagierte sich Kraus ab 1920 im Gemeinderat, zwischen 1924 und 1938 hatte er das Amt des Bürgermeisters inne. Zudem war er in verschiedenen landwirtschaftlichen Genossenschaftswesen tätig und gehörte vom 20. Mai 1927 bis zum 16. Dezember 1930 dem Niederösterreichischen Landtag an. Danach vertrat er die Christlichsoziale Partei zwischen dem 2. Dezember 1930 und dem 2. Mai 1934 im Nationalrat und gehörte in der Folge von 1934 bis 1938 dem Staatsrat und dem Bundestag an. Nach der Machtübernahme der Nationalsozialisten wurde Kraus 1938 verhaftet. 
Nach dem Ende des Zweiten Weltkriegs schloss sich Kraus der neugegründeten Volkspartei an und hatte zwischen dem 27. April und dem 26. September 1945 das Amt des Unterstaatssekretärs im Staatsamt für Volksernährung inne. Im Anschluss war er vom 26. September bis zum 20. Dezember 1945 Staatssekretär für Land- und Forstwirtschaft und danach vom 20. Dezember 1945 bis zum 23. Jänner 1952 Bundesminister für Land- und Forstwirtschaft. Daneben war Kraus zwischen dem 19. Dezember 1945 und dem 18. März 1953 erneut Abgeordneter zum Nationalrat.
Kraus hatte von April bis August 1945 auch das Amt des Präsidenten der Niederösterreichischen Landwirtschaftskammer inne und war zudem von 1945 bis 1960 Obmannstellvertreter des Niederösterreichischen Bauernbundes. Des Weiteren war Kraus von 1947 bis 1960 Präsident des Österreichischen Bauernbundes, zwischen 1951 und 1960 stellvertretender Bundesparteiobmann der ÖVP und von 1950 bis 1965 Obmann der Niederösterreichischen Genossenschaftlichen Zentralkasse. In der Folge hatte er auch das Amt des Präsidenten der Genossenschaftlichen Zentralbank inne und übte die Funktion des Generalanwaltstellvertreters des Raiffeisenverbandes aus. Zudem war er von 1952 bis 1964 Obmann des Milchwirtschaftsfonds und von 1959 bis 1961 Vizepräsident des Verbandes der europäischen Landwirtschaft (CEA).

## Auszeichnungen
- Ökonomierat
- Ehrenbürger der Universität für Bodenkultur (1948)
- Ehrenring des Landes Niederösterreich (1960)
- Goldenes Komturkreuz mit dem Stern des Ehrenzeichens für Verdienste um das Bundesland Niederösterreich (1960)[2]